# Santuario Nacional Los Manglares de Tumbes
Das Santuario Nacional Los Manglares de Tumbes (SNLMT) ist ein nationales Schutzgebiet im äußersten Nordwesten von Peru in der Region Tumbes. Es wurde am 2. März 1988 eingerichtet. Verwaltet wird es von der staatlichen Naturschutz-Agentur Servicio Nacional de Areas Naturales Protegidas por el Estado (SERNANP). Das Areal besitzt eine Fläche von 29,72 km². Es entspricht der IUCN-Kategorie III, vergleichbar einem Naturdenkmal in Deutschland. Das Santuario Nacional Los Manglares de Tumbes dient der Erhaltung einer Mangrovenlandschaft an der Pazifikküste. Es ist seit 1997 als Ramsar-Gebiet ausgewiesen.

## Lage
Das Schutzgebiet befindet sich an der Mündung des Río Zarumilla in den Pazifischen Ozean und erstreckt sich dabei auch über eine größere sowie mehrere kleinere Inseln. Es liegt im Distrikt Zarumilla in der Provinz Zarumilla 5 km nördlich der Provinzhauptstadt Zarumilla. Eine Meeresstraße trennt das Gebiet von dem nördlich gelegenen Ecuador.

## Ökosystem
Im Schutzgebiet wurden 148 Vogelarten gezählt, davon 19 endemische Arten. Eine Auswahl der Vogelarten: der Krabbenreiher (Nyctanassa violacea), die Braunkappenralle (Aramides axillaris), der Goldwaldsänger (Setophaga petechia) und der Schneesichler (Eudocimus albus). Ferner kommen 10 Säugetiere im Gebiet vor, darunter der Krabbenwaschbär (Procyon cancrivorus), der Südamerikanische Fischotter (Lontra longicaudis) und der Gemeine Zwergameisenbär (Cyclopes didactylus). 
Eine bemerkenswerte Tierart ist das Spitzkrokodil (Crocodylus acutus). Zur Flora gehören die Rote Mangrove (Rhizophora mangle), Rhizophora harrisonii, die Schwarze Mangrove (Avicennia germinans), die Weiße Mangrove (Laguncularia racemosa) und die Knopfmangrove (Conocarpus erectus).